# Щелкун темнейший
Щелкун темнейший, или щелкун лесостепной (лат. Ectinus aterrimus) — вид щелкунов из подсемейства Elaterinae.

## Распространение
Обитают в Европе и Сибири.

## Описание
Жук длиной 10—15 мм. Тело очень удлинённое и овальное. Полностью чёрного цвета, надкрылья имеют металлический отблеск. Переднеспинка и голова покрыты длинными волосками.